# Jacques (singolo)
Jacques è un singolo del DJ britannico Jax Jones e della cantante svedese Tove Lo, pubblicato il 28 agosto 2019 come primo estratto dal primo album in studio di Jones Snacks (Supersize) e terzo dal quarto album in studio di Tove Lo Sunshine Kitty.

## Video musicale
Il video musicale è stato reso disponibile il 10 settembre 2019.

## Tracce
Testi e musiche di Tove Lo, Timucin Lam e Mark Ralph.
1. Jacques – 3:23

## Formazione
Musicisti
- Tove Lo – voce
- Jax Jones – strumentazione
- Mark Ralph – strumentazione

Produzione
- Jax Jones – produzione
- Mark Ralph – co-produzione, missaggio
- Tom Fuller – ingegneria del suono, assistenza all'ingegneria del suono
- Stuart Hawkes – mastering

## Classifiche
| Classifica (2019) | Posizione massima |
| ----------------- | ----------------- |
| Irlanda           | 65                |
| Regno Unito       | 67                |
| Svezia            | 61                |